# NGC 3216
NGC 3216 је елиптична галаксија у сазвежђу Лав која се налази на NGC листи објеката дубоког неба.
Деклинација објекта је + 23° 55' 24" а ректасцензија 10h 21m 41,2s. Привидна величина (магнитуда) објекта NGC 3216 износи 13,7 а фотографска магнитуда 14,7. NGC 3216 је још познат и под ознакама UGC 5593, MCG 4-25-7, CGCG 124-8, PGC 30312.